# Deïdo
Deïdo est un quartier de la commune d'arrondissement de Douala I, subdivision de la Communauté urbaine de Douala au Cameroun.

## Localisation
Le quartier s'étend sur une partie nord de la commune d'arrondissement de Douala I, des rives du Wouri, au nord-est du boulevard de la Réunification (route P14) et à l'ouest du boulevard de la République, au sud d'Akwa-Nord et au nord d'Akwa.

## Histoire

### Étymologie de Deïdo
Au départ, Deïdo est écrit Dindon. ceci vient du fait que quand les bateaux étrangers venaient accostés ils émettaient le son "dindon". il devient Deido plus tard. 

### Origine des Deïdo

#### Tradition Idobuan Bell Ebellé dite I.B.B.
Le lignage Deido s'affranchit de celui des Akwa pendant que les Njo se divisent. Selon la tradition I.B.B, les Deido viennent d'un ancêtre d'origine Abo du peuple Bankon et d'une femme Duala, du clan des "Kouo". Un descendant d'un nommé Ebongue quitte son village natal avec les siens pour aller chercher du sel à la côte. C'est un parcours de conquête et de guerre . Une partie des siens se fixe près du mont Koupe, une autre l'abandonne, lassée des guerres et se fixe à Loum. Durant la migration une partie du groupe se fixe à Penja, Njombe, Mbanga, Kasse. Seul Ebele Ebongue, fils d'Ebongue  arrive à Bankon, il y meurt. Ses fils, dont Moualong, traversent Yabasi et atteignent le pays Bodiman. Ils entrent ainsi en pays Wouri.
Epée, fils de Moualong parvient à l'estuaire du Wouri. Doumè, un Duala lui procure des terres à Madoumwale.
On dit ainsi que les Deïdo viennent de Madoumwale.
Epee rencontre Kanya, une fille Duala. Elle est la sœur de Kwan Ewonde. Leur fils Ebela (du nom de son grand-père) se mariera avec sa cousine maternelle (la fille de son oncle Kwan Ewondè). Il l'appelle Jinge.
Ebela était à la fois neveu et allié de Kwan Ewonde, un Akwa[réf. nécessaire]. Les Akwa disent des Deido qu'ils sont leur bamoyo et bamola.
Avec Kanya, Ebela eut d'autres épouses et foyers. Sa belle-fille Jinge eut un enfant; Teki. Moula, sa seconde femme eut Tene ainsi que Nambeke.
Les descendants de chaque femme forment les cinq du lignage Deido : les Bonajinge, les Bonarnoudourou, les Bonateki, les Bonatene et les Bonantone.

## Description

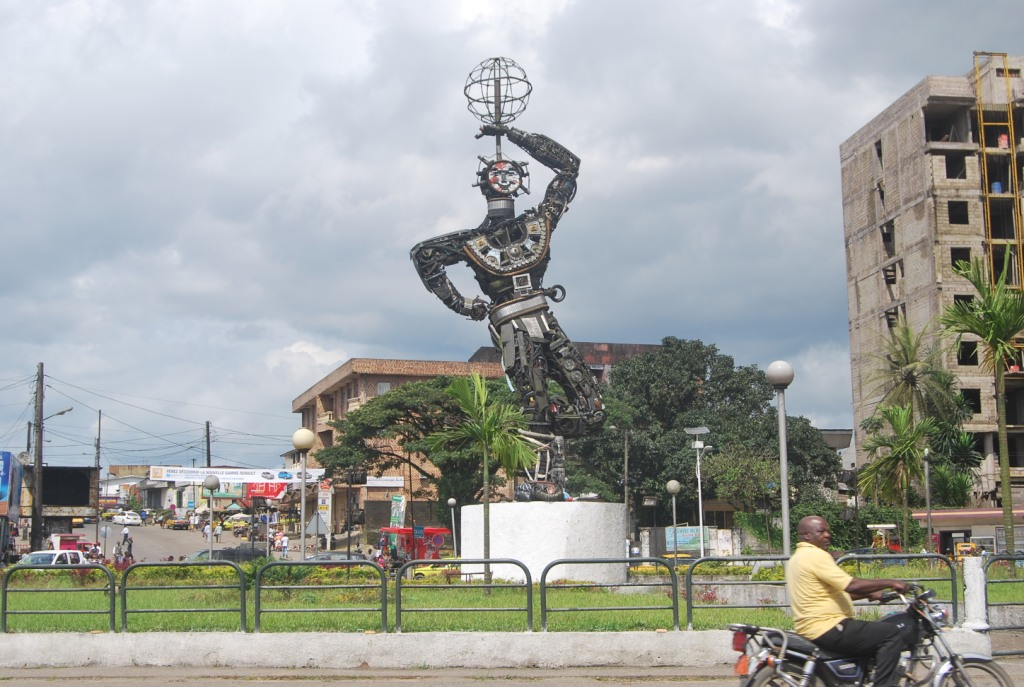
Rond-point Deïdo

Deïdo est l'un des quartiers historiques et populaires de Douala. Le quartier est central à la ville de Douala notamment au niveau du rond-point Deïdo, point névralgique et grand nœud de circulation où se trouvent les pont du Wouri et deuxième pont sur le Wouri, qui relient les 2 rives du fleuve Wouri. On y retrouve la statue La Nouvelle Liberté.
Les secteurs de Deido :
- New Deido
- Rond-point
- Bonatéki
- Bonantoné
- Grand-Moulin
- Bonajinjé
- Bonamouti-Deido

## Enseignement

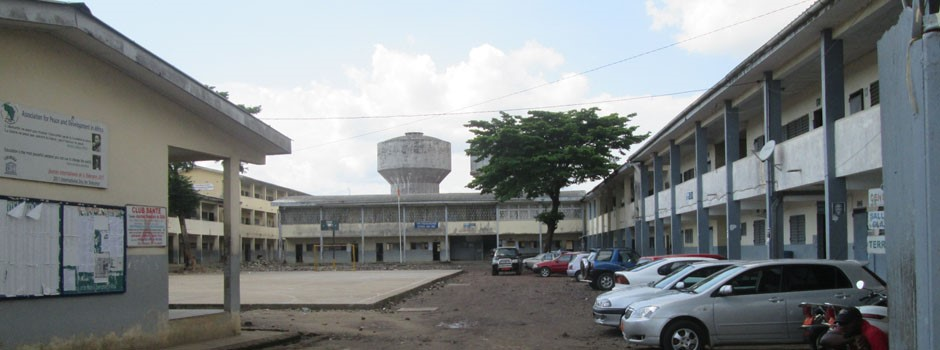
École publique de Deido à Douala

- École primaire publique Saint-Gérard
- Collège Eyanga Nkongo

Il abrite notamment le collège Alfred Saker.

## Galerie de photographies

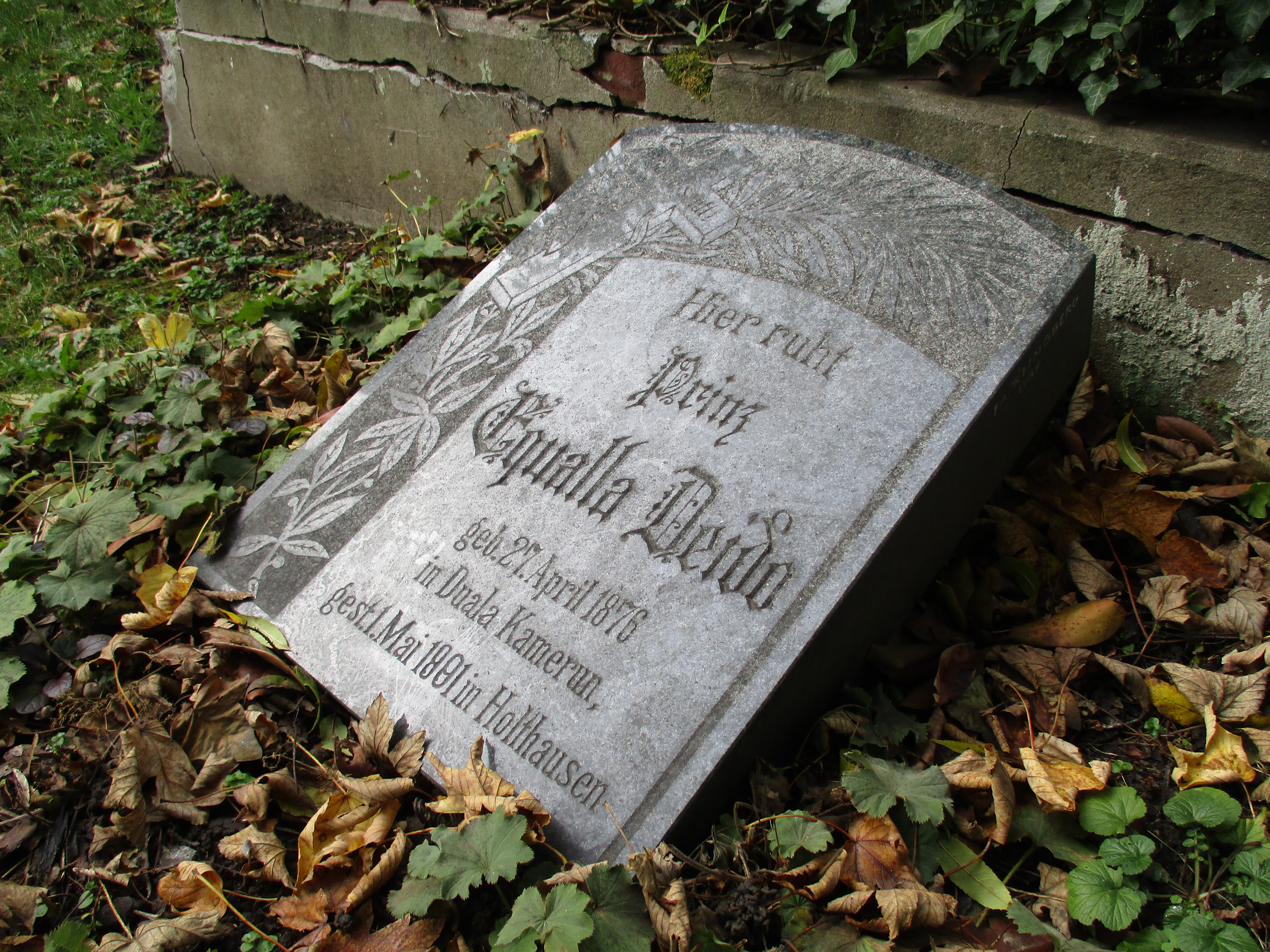
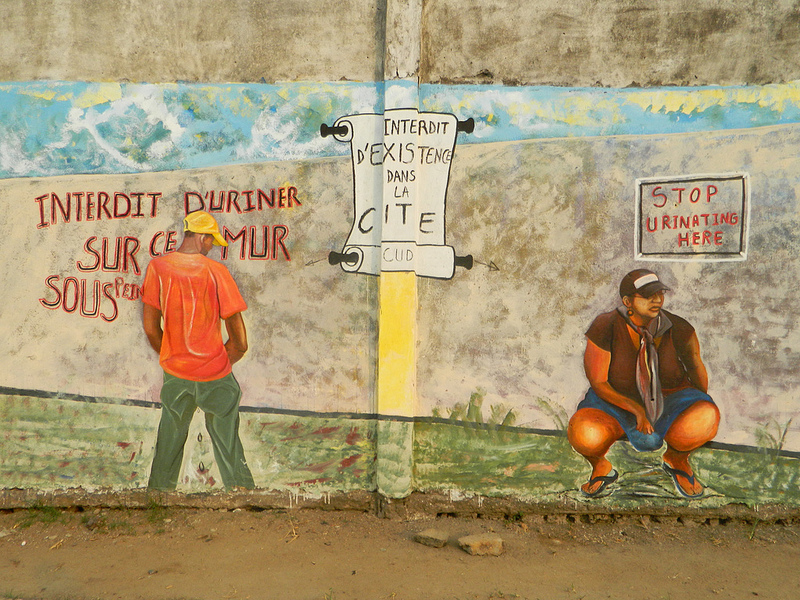
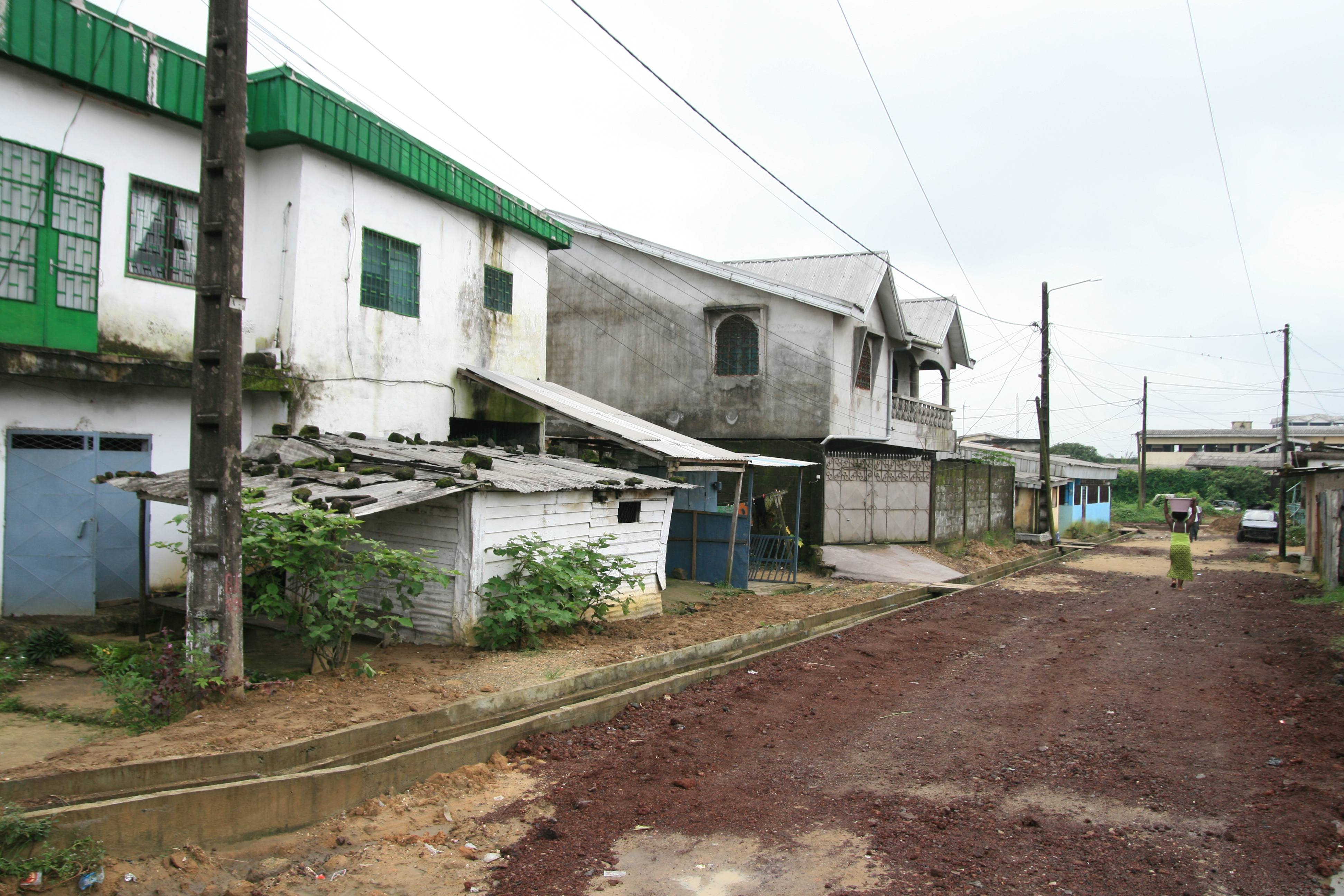
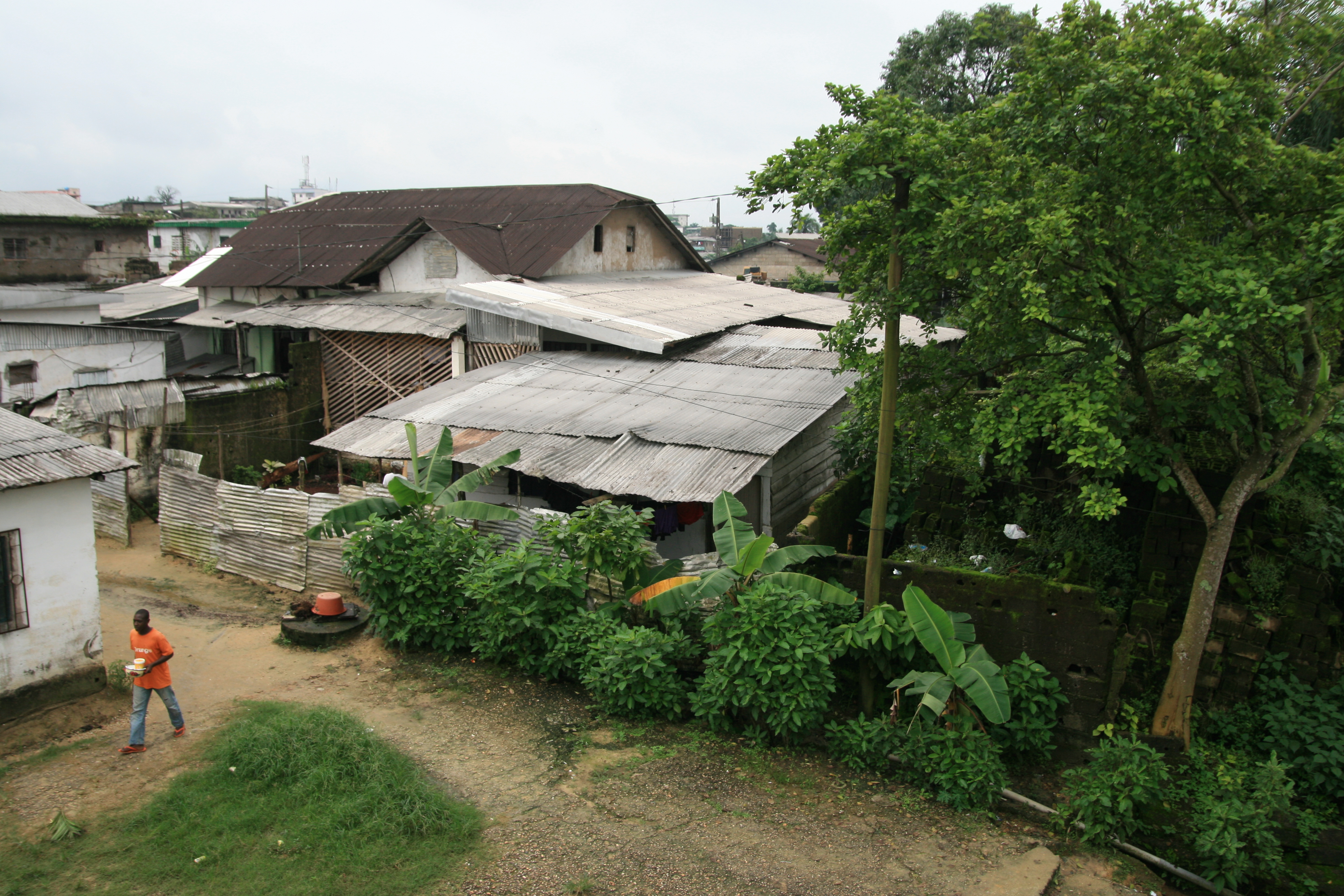
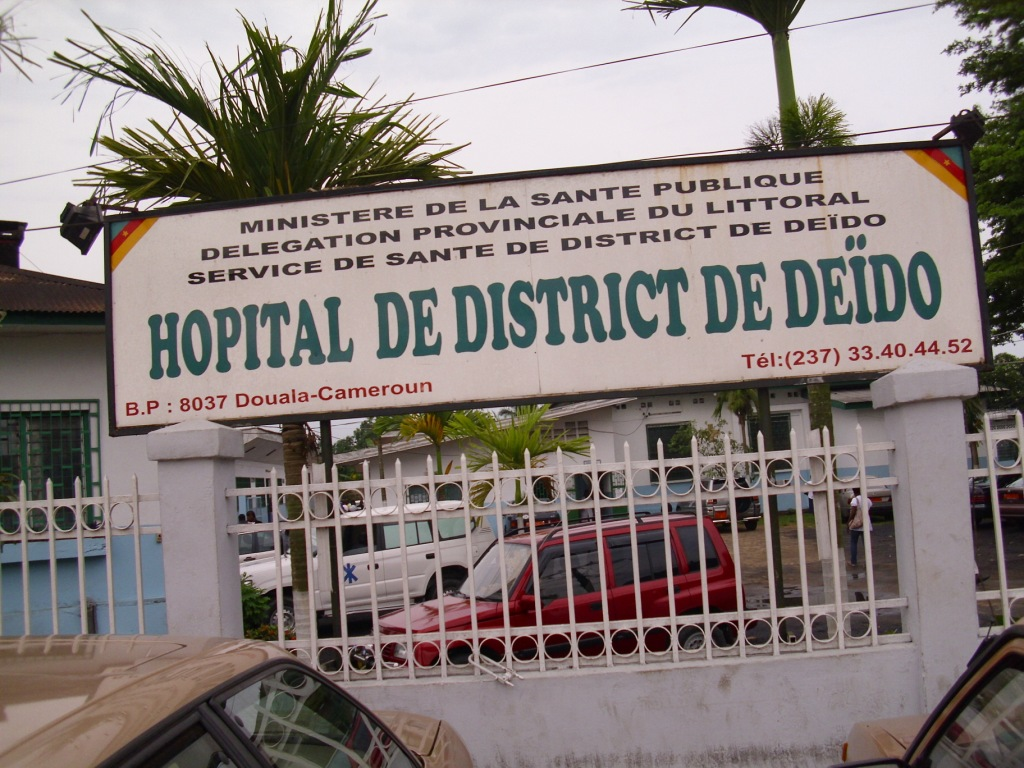
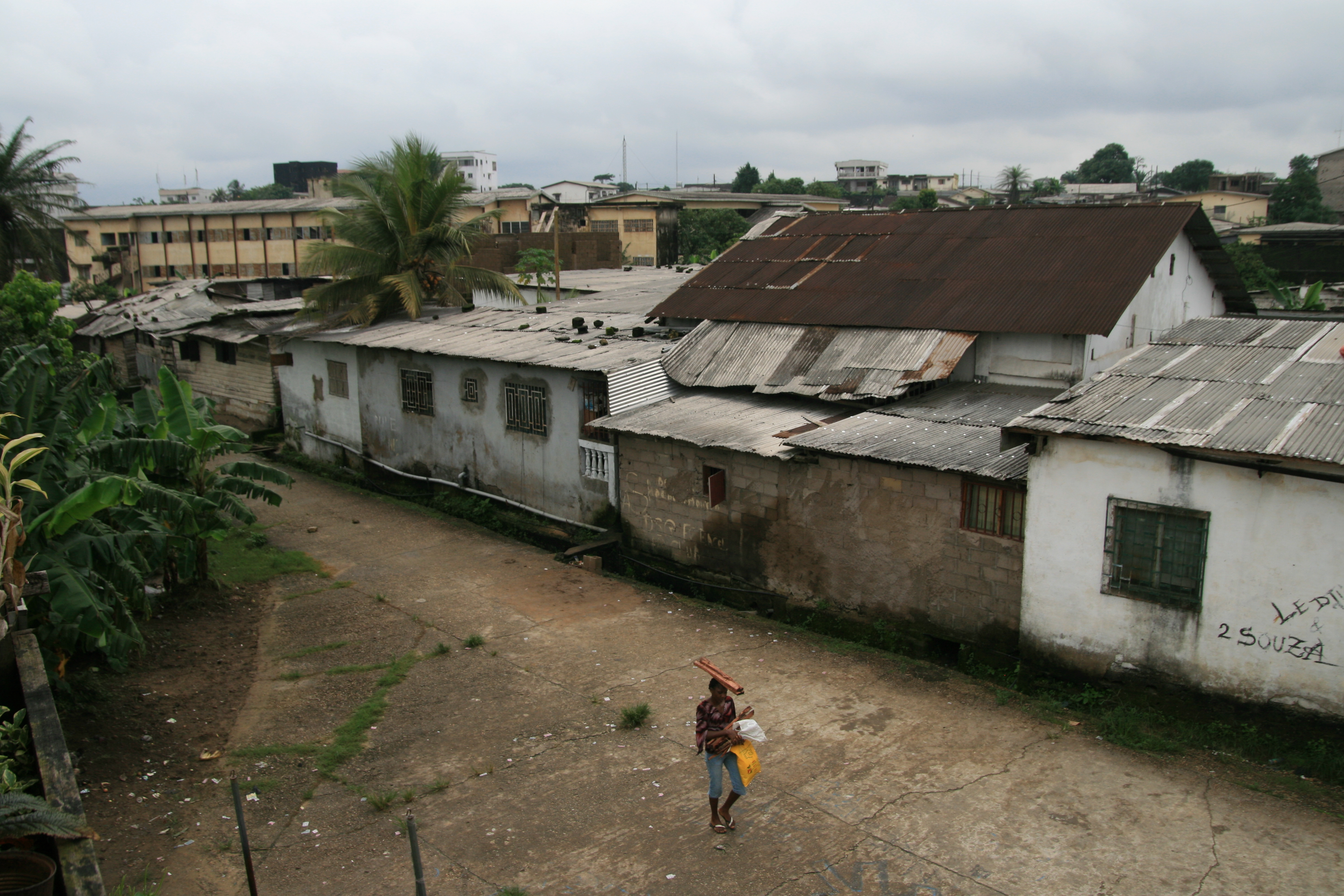
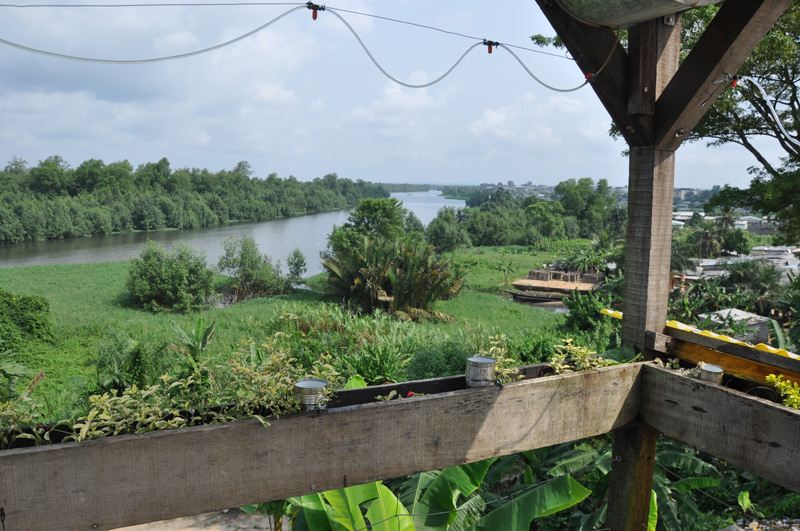
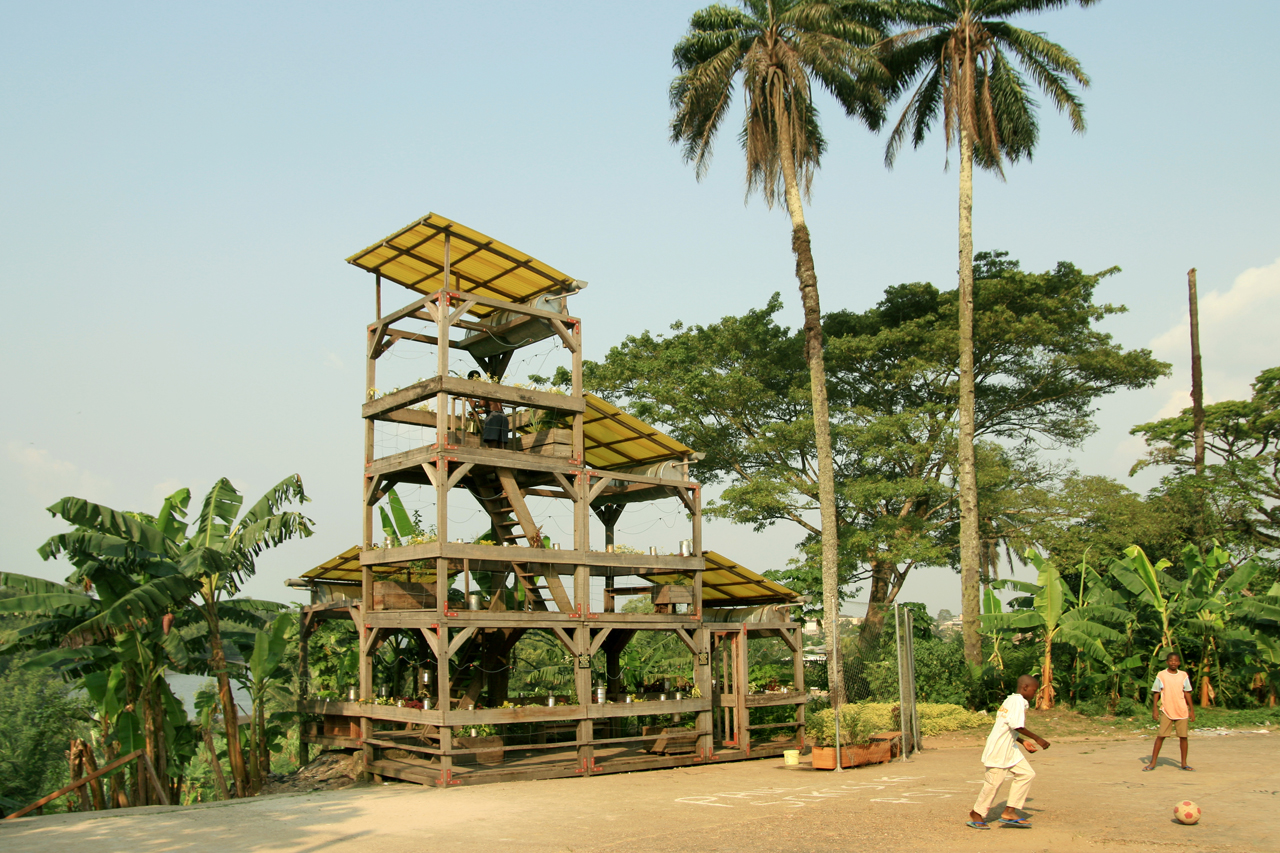
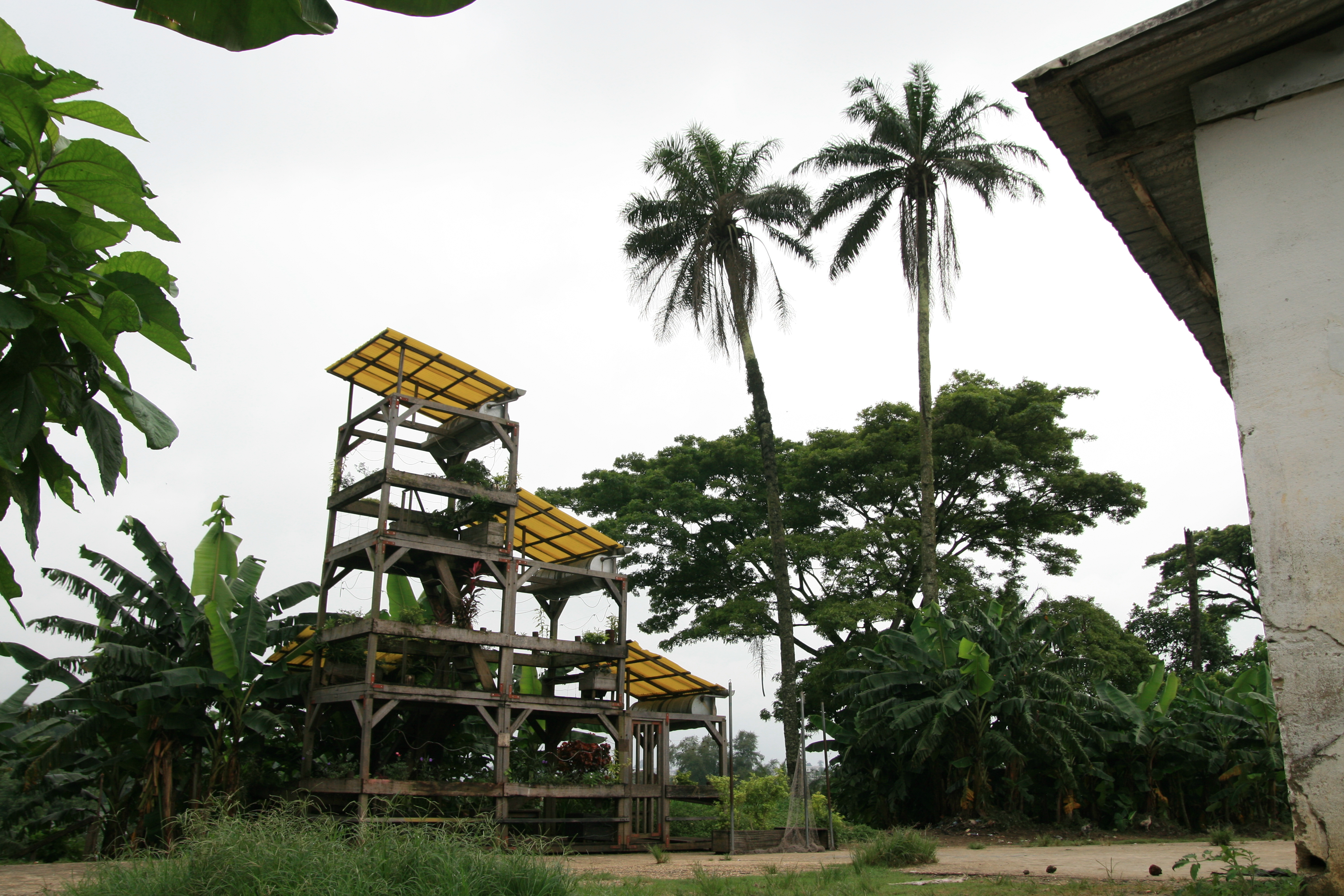

## Édifices, parcs et jardins
- Hôtel de Ville de Douala I
- Chefferie Deïdo
- Jardin sonore de Bonamouti, conçu en 2010 par l'artiste belge Lucas Grandin[1]
- Cimetière de Deïdo

## Cultes
- Paroisse catholique Saint-Jean l'évangéliste de Deïdo, fondée en 1898,
- Église évangélique de Deïdo
- Paroisse EEC de Grand Moulin
- Église Nazareth UEBC de Deïdo

## Sports
Le Léopard Sportif de Douala est un club de football du canton Deïdo. Pour la saison 2020/2021, il évolue dans le Championnat du Cameroun Elite two.